# ماوی‌کند
ماوی‌کند (به ترکی استانبولی: Mavikent) شهری است در کشور ترکیه که در استان آنتالیا واقع شده‌است. جمعیت این شهر بر اساس سرشماری سال ۲۰۰۸ میلادی ۸٬۵۱۰ نفر و بر اساس برآوردهای سال ۲۰۰۹ میلادی ۸٬۹۸۷ نفر می‌باشد.